# Mundial de Clubes FIFA de 2025 – Fase final
A fase eliminatória do Mundial de Clubes FIFA de 2025 é a segunda e última fase da competição, após a fase de grupos. Disputada de 28 de junho a 13 de julho de 2025, ela começou com as oitavas de final e culminará com a final, a ser realizada no MetLife Stadium, em East Rutherford, Nova Jersey, Estados Unidos. As duas melhores equipes de cada grupo avançarão para a fase mata-mata para competir em um torneio de eliminação simples.

## Formato
A fase eliminatória do Mundial de Clubes da FIFA de 2025 será disputada entre 16 equipes que se classificaram na fase de grupos. As partidas da fase eliminatória serão disputadas até o fim. Se o placar de uma partida estiver empatado ao final de 90 minutos de jogo, será disputada uma prorrogação. Se, após dois períodos de 15 minutos, o placar ainda estiver empatado, a partida será decidida nos pênaltis. Todos os horários listados são locais.

## Equipes classificadas
As duas primeiras colocadas de cada um dos oito grupos se classificarão para a fase eliminatória.
| Grupo | Primeiro colocado   | Segundo colocado  |
| ----- | ------------------- | ----------------- |
| A     | Palmeiras           | Inter Miami       |
| B     | Paris Saint-Germain | Botafogo          |
| C     | Benfica             | Bayern de Munique |
| D     | Flamengo            | Chelsea           |
| E     | Internazionale      | Monterrey         |
| F     | Borussia Dortmund   | Fluminense        |
| G     | Manchester City     | Juventus          |
| H     | Real Madrid         | Al-Hilal          |

## Encontros anteriores
Oitavas de final
- Palmeiras x Botafogo:
- Benfica x Chelsea:
  - 2005, amistoso, Benfica 0–1 Chelsea[4]
  - 2012, quartas de final da Liga dos Campeões da UEFA de 2011–12 (jogo de ida), Benfica 0–1 Chelsea
  - 2012, quartas de final da Liga dos Campeões da UEFA de 2011–12 (jogo de volta), Chelsea 2–1 Benfica
  - 2013, Final da Liga Europa da UEFA de 2012–13, Benfica 1–2 Chelsea
- Paris Saint-Germain x Inter Miami: nenhum
- Flamengo x Bayern de Munique
  - 1994, final do Torneio Internacional de Kuala Lumpur de 1994, Flamengo 3–1 Bayern de Munique
- Internazionale x Fluminense:
  - 1961, amistoso, Fluminense 1–1 Internazionale[5]
- Manchester City x Al-Hilal: nenhum
- Real Madrid x Juventus:

São, ao todo, 21 jogos oficiais, sendo 10 vitórias para o Real Madrid, 9 vitórias para a Juventus e 2 empates.
- Jogos recentes
  - 2017, Final da Liga dos Campeões da UEFA de 2016–17, Juventus 1–4 Real Madrid
  - 2018, quartas de final da Liga dos Campeões da UEFA de 2017–18 (jogo de ida), Juventus 0–3 Real Madrid
  - 2018, quartas de final da Liga dos Campeões da UEFA de 2017–18 (jogo de volta), Real Madrid 1–3 Juventus
  - 2018,  International Champions Cup de 2018, Real Madrid 3–1 Juventus
  - 2022, amistoso, Real Madrid 2–0 Juventus[7]
  - 2023, Florida Cup de 2023, Juventus 3–1 Real Madrid
- Borussia Dortmund x Monterrey: nenhum

Quartas de final
- Palmeiras x Chelsea:
  - 2022, Final da Copa do Mundo de Clubes da FIFA de 2021, Chelsea 2–1 Palmeiras
- Fluminense x Al-Hilal: nenhum
- Paris Saint-Germain x Bayern de Munique:

São, ao todo, 14 jogos oficiais, sendo 8 vitórias para o Bayern de Munique e 6 vitórias para o Paris Saint-Germain; nenhum empate.
- Jogos recentes
  - 2020, Final da Liga dos Campeões da UEFA de 2019–20, Paris Saint-Germain 0–1 Bayern de Munique
  - 2021, quartas de final da Liga dos Campeões da UEFA de 2020–21 (jogo de ida), Bayern de Munique 2–3 Paris Saint-Germain
  - 2021, quartas de final da Liga dos Campeões da UEFA de 2020–21 (jogo de volta), Paris Saint-Germain 0–1 Bayern de Munique
  - 2023, oitavas de final da Liga dos Campeões da UEFA de 2022–23 (jogo de ida), Paris Saint-Germain 0–1 Bayern de Munique
  - 2023, oitavas de final da Liga dos Campeões da UEFA de 2022–23 (jogo de volta), Bayern de Munique 2–0 Paris Saint-Germain
  - 2024, rodada 5 da Liga dos Campeões da UEFA de 2024–25, Bayern de Munique 1–0 Paris Saint-Germain
- Real Madrid x Borussia Dortmund:

São, ao todo, 13 jogos oficiais, sendo 7 vitórias para o Real Madrid, 3 vitórias para o Borussia Dortmund e 3 empates.
- Jogos recentes
  - 2016, rodada 2 da Liga dos Campeões da UEFA de 2016–17, Borussia Dortmund 2–2 Real Madrid
  - 2016, rodada 5 da Liga dos Campeões da UEFA de 2016–17, Real Madrid 2–2 Borussia Dortmund
  - 2017, rodada 2 da Liga dos Campeões da UEFA de 2017–18, Borussia Dortmund 1–3 Real Madrid
  - 2017, rodada 6 da Liga dos Campeões da UEFA de 2017–18, Real Madrid 3–2 Borussia Dortmund
  - 2024, Final da Liga dos Campeões da UEFA de 2023–24, Borussia Dortmund 0–2 Real Madrid
  - 2024, rodada 3 da Liga dos Campeões da UEFA de 2024–25, Real Madrid 5–2 Borussia Dortmund

## Chaveamento
O chaveamento é pré-definido. O 1º colocado do Grupo A enfrenta o 2º do Grupo B, o 1º do Grupo B cruza com o 2º do Grupo A e assim sucessivamente. As chaves do torneio são mostradas abaixo, com os vencedores de cada partida em negrito.
|  | Oitavas de final            | Oitavas de final             |                               |   | Quartas de final | Quartas de final |  |  | Semifinais | Semifinais |  |  | Final | Final |
|  |                             |                              |                               |   |                  |                  |  |  |            |            |  |  |       |       |
|  | 30 de junho – Charlotte     |                              |                               |   |                  |                  |  |  |            |            |  |  |       |       |
|  |                             |                              |                               |   |                  |                  |  |  |            |            |  |  |       |       |
|  | Internazionale              | 0                            |                               |   |                  |                  |  |  |            |            |  |  |       |       |
|  | Internazionale              | 0                            | 4 de julho – Orlando          |   |                  |                  |  |  |            |            |  |  |       |       |
|  | Fluminense                  | 2                            |                               |   |                  |                  |  |  |            |            |  |  |       |       |
|  | Fluminense                  | 2                            | Fluminense                    | 2 |                  |                  |  |  |            |            |  |  |       |       |
|  | 30 de junho – Orlando       |                              | Fluminense                    | 2 |                  |                  |  |  |            |            |  |  |       |       |
|  |                             | Al-Hilal                     | 1                             |   |                  |                  |  |  |            |            |  |  |       |       |
|  | Manchester City             | Al-Hilal                     | 1                             | 3 |                  |                  |  |  |            |            |  |  |       |       |
|  | Manchester City             |                              | 8 de julho – East Rutherford  | 3 |                  |                  |  |  |            |            |  |  |       |       |
|  | Al-Hilal (pro)              | 4                            |                               |   |                  |                  |  |  |            |            |  |  |       |       |
|  | Al-Hilal (pro)              | 4                            | Fluminense                    | 0 |                  |                  |  |  |            |            |  |  |       |       |
|  | 28 de junho – Filadélfia    |                              | Fluminense                    | 0 |                  |                  |  |  |            |            |  |  |       |       |
|  |                             | Chelsea                      | 2                             |   |                  |                  |  |  |            |            |  |  |       |       |
|  | Palmeiras (pro)             | Chelsea                      | 2                             | 1 |                  |                  |  |  |            |            |  |  |       |       |
|  | Palmeiras (pro)             | 4 de julho – Filadélfia      |                               | 1 |                  |                  |  |  |            |            |  |  |       |       |
|  | Botafogo                    | 0                            |                               |   |                  |                  |  |  |            |            |  |  |       |       |
|  | Botafogo                    | 0                            | Palmeiras                     | 1 |                  |                  |  |  |            |            |  |  |       |       |
|  | 28 de junho – Charlotte     |                              | Palmeiras                     | 1 |                  |                  |  |  |            |            |  |  |       |       |
|  |                             | Chelsea                      | 2                             |   |                  |                  |  |  |            |            |  |  |       |       |
|  | Benfica                     | Chelsea                      | 2                             | 1 |                  |                  |  |  |            |            |  |  |       |       |
|  | Benfica                     |                              | 13 de julho – East Rutherford | 1 |                  |                  |  |  |            |            |  |  |       |       |
|  | Chelsea (pro)               | 4                            |                               |   |                  |                  |  |  |            |            |  |  |       |       |
|  | Chelsea (pro)               | 4                            | Chelsea                       | 3 |                  |                  |  |  |            |            |  |  |       |       |
|  | 29 de junho – Atlanta       |                              | Chelsea                       | 3 |                  |                  |  |  |            |            |  |  |       |       |
|  |                             | Paris Saint-Germain          | 0                             |   |                  |                  |  |  |            |            |  |  |       |       |
|  | Paris Saint-Germain         | Paris Saint-Germain          | 0                             | 4 |                  |                  |  |  |            |            |  |  |       |       |
|  | Paris Saint-Germain         | 5 de julho – Atlanta         |                               | 4 |                  |                  |  |  |            |            |  |  |       |       |
|  | Inter Miami                 | 0                            |                               |   |                  |                  |  |  |            |            |  |  |       |       |
|  | Inter Miami                 | 0                            | Paris Saint-Germain           | 2 |                  |                  |  |  |            |            |  |  |       |       |
|  | 29 de junho – Miami Gardens |                              | Paris Saint-Germain           | 2 |                  |                  |  |  |            |            |  |  |       |       |
|  |                             | Bayern de Munique            | 0                             |   |                  |                  |  |  |            |            |  |  |       |       |
|  | Flamengo                    | Bayern de Munique            | 0                             | 2 |                  |                  |  |  |            |            |  |  |       |       |
|  | Flamengo                    |                              | 9 de julho – East Rutherford  | 2 |                  |                  |  |  |            |            |  |  |       |       |
|  | Bayern de Munique           | 4                            |                               |   |                  |                  |  |  |            |            |  |  |       |       |
|  | Bayern de Munique           | 4                            | Paris Saint-Germain           | 4 |                  |                  |  |  |            |            |  |  |       |       |
|  | 1 de julho – Miami Gardens  |                              | Paris Saint-Germain           | 4 |                  |                  |  |  |            |            |  |  |       |       |
|  |                             | Real Madrid                  | 0                             |   |                  |                  |  |  |            |            |  |  |       |       |
|  | Real Madrid                 | Real Madrid                  | 0                             | 1 |                  |                  |  |  |            |            |  |  |       |       |
|  | Real Madrid                 | 5 de julho – East Rutherford |                               | 1 |                  |                  |  |  |            |            |  |  |       |       |
|  | Juventus                    | 0                            |                               |   |                  |                  |  |  |            |            |  |  |       |       |
|  | Juventus                    | 0                            | Real Madrid                   | 3 |                  |                  |  |  |            |            |  |  |       |       |
|  | 1 de julho – Atlanta        |                              | Real Madrid                   | 3 |                  |                  |  |  |            |            |  |  |       |       |
|  |                             | Borussia Dortmund            | 2                             |   |                  |                  |  |  |            |            |  |  |       |       |
|  | Borussia Dortmund           | Borussia Dortmund            | 2                             | 2 |                  |                  |  |  |            |            |  |  |       |       |
|  | Borussia Dortmund           |                              |                               | 2 |                  |                  |  |  |            |            |  |  |       |       |
|  | Monterrey                   | 1                            |                               |   |                  |                  |  |  |            |            |  |  |       |       |
|  | Monterrey                   | 1                            |                               |   |                  |                  |  |  |            |            |  |  |       |       |

## Oitavas de final

### Palmeiras vs. Botafogo
No dia 28 de junho de 2025, às 12h (horário local), ocorreu o único confronto entre duas equipes do mesmo país neste torneio. O Palmeiras, primeiro colocado do grupo A, enfrentou o Botafogo, segundo lugar do grupo B. A partida foi realizada na Filadélfia, no Lincoln Financial Field, estádio da equipe de futebol americano Philadelphia Eagles.
Em relação ao último jogo, só houve apenas uma mudança na escalação do Botafogo, com Danilo Barbosa no lugar do suspenso Gregore. Já o Palmeiras efetuou três trocas: Emiliano Martínez, Maurício e Allan entraram no lugar de Raphael Veiga, Facundo Torres e Lucas Evangelista. No primeiro tempo, o Palmeiras teve maior posse de bola. Esse panorama se manteve na segunda etapa, com a equipe paulista também criando mais oportunidades de gol. Com o empate no tempo regulamentar, a decisão foi para a prorrogação.
Ao final dos primeiros 15 minutos do tempo extra, as duas equipes já haviam realizado as cinco substituições permitidas. Paulinho — que entrara no segundo tempo no lugar de Vitor Roque — recebeu pela direita, passou pela marcação de Marlon Freitas e finalizou de perna esquerda. A bola ainda desviou levemente no zagueiro Alexander Barboza e entrou no canto direito de John. Perto do final do jogo, o zagueiro paraguaio Gustavo Gómez foi expulso após receber o segundo cartão amarelo. Com um jogador a mais, o Botafogo pressionou com cruzamentos e escanteios, mas o Palmeiras conseguiu sustentar o resultado e garantiu a classificação para as quartas de final.
| 28 de junho   | Palmeiras     | 1 – 0 (pro)      | Botafogo | Lincoln Financial Field, Filadélfia            |
| 12:00 (UTC−4) | Paulinho 100' | Relatório (FIFA) |          | Público: 33 657 Árbitro: FRA François Letexier |

| Palmeiras | Botafogo |

| G              | 21 | Weverton          | 120+5'    |      |      |
| LD             | 4  | Agustín Giay      |           |      |      |
| Z              | 15 | Gustavo Gómez     | 40', 116' |      |      |
| Z              | 3  | Bruno Fuchs       |           |      |      |
| LE             | 22 | Joaquín Piquerez  | 85'       |      |      |
| M              | 8  | Richard Ríos      |           |      |      |
| M              | 32 | Emiliano Martínez |           | 91'  |      |
| A              | 40 | Allan             |           | 71'  |      |
| M              | 18 | Maurício          |           | 85'  |      |
| A              | 41 | Estêvão           | 105'      | 63'  |      |
| A              | 9  | Vitor Roque       |           | 63'  |      |
| Substituições: |    |                   |           |      |      |
| A              | 10 | Paulinho          |           | 63'  | 103' |
| A              | 31 | Luighi            |           | 63'  |      |
| Z              | 12 | Mayke             |           | 71'  |      |
| A              | 17 | Facundo Torres    |           | 85'  |      |
| M              | 5  | Aníbal Moreno     | 120+2'    | 91'  |      |
| Z              | 13 | Micael            |           | 103' |      |
| Treinador:     |    |                   |           |      |      |
| Abel Ferreira  |    |                   |           |      |      |

| G                           | 12 | John               |        |      |
| LD                          | 2  | Vitinho            |        |      |
| Z                           | 32 | Jair Cunha         |        | 83'  |
| Z                           | 20 | Alexander Barboza  | 3'     |      |
| LE                          | 13 | Alex Telles        | 35'    | 66'  |
| M                           | 5  | Danilo Barbosa     |        | 83'  |
| M                           | 25 | Allan              |        | 66'  |
| M                           | 17 | Marlon Freitas     |        | 102' |
| A                           | 7  | Artur              | 65'    |      |
| A                           | 99 | Igor Jesus         |        |      |
| A                           | 10 | Jefferson Savarino |        | 71'  |
| Substituições:              |    |                    |        |      |
| Z                           | 66 | Cuiabano           |        | 66'  |
| M                           | 8  | Álvaro Montoro     | 105+3' | 66'  |
| A                           | 30 | Joaquín Correa     |        | 71'  |
| Z                           | 31 | Kaio Pantaleão     |        | 83'  |
| M                           | 28 | Newton             | 90+4'  | 83'  |
| A                           | 98 | Arthur Cabral      |        | 102' |
| Outras ações disciplinares: |    |                    |        |      |
| Z                           | 21 | Marçal             | 105'   |      |
| Treinador:                  |    |                    |        |      |
| Renato Paiva                |    |                    |        |      |

| Homem do Jogo: John Assistentes: Cyril Mugnier Mehdi Rahmouni Quarto árbitro: Glenn Nyberg Árbitro assistente de vídeo: Jérôme Brisard Árbitros assistentes de árbitro de vídeo: Bram Van Driessche Bastian Dankert |

### Benfica vs. Chelsea
A partida foi realizada em Charlotte, no Bank of America Stadium, estádio da equipe de futebol americano Carolina Panthers, no dia 28 de junho de 2025, às 16h (horário local). O Benfica, primeiro colocado do grupo C, enfrentou o Chelsea, segundo lugar do grupo D.
No primeiro tempo, o Chelsea teve maior volume ofensivo, obrigando o goleiro Trubin a efetuar algumas defesas. Aos 19 minutos, o zagueiro António Silva salvou uma finalização de Cucurella em cima da linha. Aos 15 minutos da segunda etapa, Moisés Caicedo, foi advertido com cartão amarelo por reclamação. Como ele já estava pendurado, ficou suspenso para as quartas de final. Três minutos depois, Reece James abriu o placar para o Chelsea.
Às 17h53, aos 85 minutos de jogo, a partida foi interrompida devido às condições climáticas adversas. O jogo foi retomado quase duas horas depois, às 19h48. Após a retomada, o árbitro Slavko Vinčić assinalou pênalti a favor do Benfica, após revisão do VAR indicar toque de mão na área. Após corte com a mão dentro da área, o VAR chamou o árbitro, que assinalou pênalti. Di María converteu a cobrança com um chute rasteiro ao centro do gol, marcando seu quarto gol no torneio, todos de pênalti.
Na prorrogação, o Benfica ficou com um jogador a menos após a expulsão de Prestianni, que havia substituído Florentino. Com vantagem numérica, o Chelsea marcou três vezes — com Nkunku, Pedro Neto e Dewsbury-Hall — garantindo a classificação para a próxima fase. A partida marcou a despedida de Ángel Di María do clube português.
| 28 de junho   | Benfica              | 1 – 4 (pro)      | Chelsea                                                  | Bank of America Stadium, Charlotte         |
| 16:00 (UTC−4) | Di María 90+5' (pen) | Relatório (FIFA) | James 64' · Nkunku 108' · Neto 114' · Dewsbury-Hall 117' | Público: 25 929 Árbitro: SVN Slavko Vinčić |

| Benfica | Chelsea |

| G              | 1  | Anatoliy Trubin     |            |     |
| LD             | 8  | Fredrik Aursnes     |            | 85' |
| Z              | 4  | António Silva       | 90+5'      |     |
| Z              | 30 | Nicolás Otamendi    |            |     |
| LE             | 26 | Samuel Dahl         |            |     |
| M              | 61 | Florentino Luís     | 62'        | 70' |
| M              | 10 | Orkun Kökçü         | 82'        | 85' |
| A              | 11 | Ángel Di María      |            |     |
| M              | 18 | Leandro Barreiro    |            |     |
| A              | 21 | Andreas Schjelderup |            | 46' |
| A              | 14 | Vangelis Pavlidis   | 50'        | 70' |
| Substituições: |    |                     |            |     |
| A              | 17 | Kerem Aktürkoglu    |            | 46' |
| A              | 19 | Andrea Belotti      |            | 70' |
| A              | 25 | Gianluca Prestianni | 90+6', 91' | 70' |
| M              | 84 | João Rego           |            | 85' |
| A              | 47 | Tiago Gouveia       | 120+1'     | 85' |
| Treinador:     |    |                     |            |     |
| Bruno Lage     |    |                     |            |     |

| G              | 1  | Robert Sánchez        |       |      |
| Z              | 24 | Reece James           |       | 80'  |
| Z              | 6  | Levi Colwill          | 102'  | 118' |
| Z              | 5  | Benoît Badiashile     |       | 70'  |
| M              | 8  | Enzo Fernández        |       | 80'  |
| M              | 45 | Roméo Lavia           |       | 86'  |
| M              | 25 | Moisés Caicedo        | 61'   |      |
| M              | 3  | Marc Cucurella        |       |      |
| A              | 7  | Pedro Neto            |       |      |
| A              | 9  | Liam Delap            |       | 80'  |
| A              | 10 | Cole Palmer           | 92'   |      |
| Substituições: |    |                       |       |      |
| Z              | 4  | Tosin Adarabioyo      |       | 70'  |
| A              | 18 | Christopher Nkunku    |       | 80'  |
| M              | 22 | Kiernan Dewsbury-Hall | 90+2' | 80'  |
| LD             | 27 | Malo Gusto            |       | 80'  |
| Z              | 23 | Trevoh Chalobah       |       | 86'  |
| Z              | 30 | Aarón Anselmino       |       | 18'  |
| Treinador:     |    |                       |       |      |
| Enzo Maresca   |    |                       |       |      |

| Homem do Jogo: Moisés Caicedo Assistentes: Tomaž Klančnik Andraž Kovačič Quarto árbitro: Saíd Martínez Árbitro assistente de vídeo: Marco Di Bello Árbitros assistentes de árbitro de vídeo: Alejandro Hernández Hernández Tomasz Kwiatkowski |

### Paris Saint-Germain vs. Inter Miami
O confronto entre Paris Saint-Germain e Inter Miami, primeiro lugar do grupo B e segundo colocado do A, respectivamente, ocorreu em 29 de junho de 2025, às 12h (horário local), no Mercedes-Benz Stadium, localizado em Atlanta, estádio do Atlanta Falcons (NFL) e do Atlanta United FC (MLS).
Logo início do jogo, o Paris Saint-Germain abriu o placar com gol de cabeça de João Neves, após cobrança de falta de Vitinha. Ainda no primeiro tempo, João Neves ampliou a vantagem. Pouco depois, o zagueiro argentino Avilés — que havia entrado no lugar do lesionado Noah Allen — marcou contra, aumentando o placar para o time francês. Nos acréscimos da etapa inicial, Hakimi fez o quarto gol do time francês ao aproveitar rebote de seu próprio chute no travessão.
Com a ampla vantagem construída antes do intervalo, o técnico Luis Enrique promoveu alterações no início do segundo tempo, colocando Beraldo e Zaïre-Emery nas vagas de Marquinhos e Fabián Ruiz. Recuperado de lesão sofrida na semifinal da Liga das Nações da UEFA, em 5 de junho de 2025, contra a Espanha, Dembélé entrou no segundo tempo no lugar de João Neves. O placar permaneceu inalterado até o fim da partida, garantindo a classificação do PSG para as quartas de final.
| 29 de junho   | Paris Saint-Germain                                   | 4 – 0            | Inter Miami | Mercedes-Benz Stadium, Atlanta                      |
| 12:00 (UTC−4) | João Neves 6', 39' · Avilés 44' (g.c.) · Hakimi 45+3' | Relatório (FIFA) |             | Público: 65 574 Árbitro: BRA Wilton Pereira Sampaio |

| Paris Saint-Germain | Inter Miami |

| G              | 1  | Gianluigi Donnarumma  |  |     |
| LD             | 2  | Achraf Hakimi         |  | 69' |
| Z              | 5  | Marquinhos            |  | 46' |
| Z              | 51 | Willian Pacho         |  |     |
| LE             | 25 | Nuno Mendes           |  | 69' |
| M              | 17 | Vitinha               |  |     |
| M              | 87 | João Neves            |  | 61' |
| M              | 8  | Fabián Ruiz           |  | 46' |
| A              | 14 | Désiré Doué           |  |     |
| A              | 29 | Bradley Barcola       |  |     |
| A              | 7  | Khvicha Kvaratskhelia |  |     |
| Substituições: |    |                       |  |     |
| M              | 33 | Warren Zaïre-Emery    |  | 46' |
| Z              | 35 | Lucas Beraldo         |  | 46' |
| A              | 10 | Ousmane Dembélé       |  | 61' |
| M              | 19 | Lee Kang-in           |  | 69' |
| Z              | 21 | Lucas Hernández       |  | 69' |
| Treinador:     |    |                       |  |     |
| Luis Enrique   |    |                       |  |     |

| G                 | 19 | Oscar Ustari       |     |     |
| LD                | 57 | Marcelo Weigandt   | 42' |     |
| Z                 | 37 | Maximiliano Falcón |     |     |
| Z                 | 32 | Noah Allen         |     | 19' |
| LE                | 18 | Jordi Alba         |     |     |
| M                 | 21 | Tadeo Allende      |     |     |
| M                 | 55 | Federico Redondo   |     |     |
| M                 | 5  | Sergio Busquets    |     |     |
| M                 | 8  | Telasco Segovia    |     | 75' |
| A                 | 10 | Lionel Messi       |     |     |
| A                 | 9  | Luis Suárez        | 74' |     |
| Substituições:    |    |                    |     |     |
| Z                 | 6  | Tomás Avilés       | 20' | 19' |
| M                 | 30 | Benjamin Cremaschi |     | 75' |
| Treinador:        |    |                    |     |     |
| Javier Mascherano |    |                    |     |     |

| Homem do Jogo: João Neves Assistentes: Bruno Boschilia Bruno Pires Quarto árbitro: Mustapha Ghorbal Árbitro assistente de vídeo: Marco Di Bello Árbitros assistentes de árbitro de vídeo: Alejandro Hernández Hernández Tomasz Kwiatkowski |

### Flamengo vs. Bayern de Munique
O Flamengo, primeiro colocado do grupo D, enfrentou o Bayern de Munique, segundo do grupo C. A partida foi realizada em 29 de junho de 2025, às 16h (horário local), no Hard Rock Stadium, em Miami. Estádio do Miami Dolphins (NFL), o local também sediou a final da Copa América de 2024.
No segundo escanteio da partida a favor do Bayern, a bola foi levantada na área e Erick Pulgar desviou de cabeça contra o próprio gol, abrindo o placar para a equipe alemã aos seis minutos de jogo. Três minutos depois, após retomada de posse, Harry Kane recebeu na intermediária e finalizou de fora da área; a bola desviou levemente em Léo Ortiz antes de entrar no canto esquerdo do goleiro Rossi. O Flamengo descontou aos 33 minutos com Gerson, que chutou forte dentro da área após jogada pela esquerda de Luiz Araújo. Ainda no primeiro tempo, Luiz Araújo roubou a bola e afastou para a intermediária, Goretzka dominou e chutou colocado no canto, ampliando a vantagem do Bayern.
No segundo tempo, aos dez minutos, Arrascaeta cruzou e a bola tocou na mão de Olise dentro da área. Jorginho cobrou e descontou para o Flamengo aos 10 minutos. Mais tarde, Luiz Araújo foi desarmado ao tentar sair jogando na entrada da área, e Kimmich tocou para Kane, que finalizou na saída de Rossi, fazendo seu segundo gol na partida e o quarto do Bayern.
| 29 de junho   | Flamengo                        | 2 – 4            | Bayern de Munique                             | Hard Rock Stadium, Miami                    |
| 16:00 (UTC−4) | Gerson 33' · Jorginho 54' (pen) | Relatório (FIFA) | Pulgar 6' (g.c.) · Kane 9' 73' · Goretzka 41' | Público: 60 914 Árbitro: ENG Michael Oliver |

| Flamengo | Bayern de Munique |

| G              | 1  | Agustín Rossi          |       |       |
| LD             | 43 | Wesley França          | 63'   |       |
| Z              | 3  | Léo Ortiz              |       |       |
| Z              | 4  | Léo Pereira            |       |       |
| LE             | 26 | Alex Sandro            |       | 81'   |
| M              | 5  | Erick Pulgar           | 42'   | 45+1' |
| M              | 21 | Jorginho               |       | 81'   |
| M              | 8  | Gerson                 |       | 81'   |
| M              | 10 | Giorgian de Arrascaeta |       | 57'   |
| M              | 7  | Luiz Araújo            |       |       |
| A              | 50 | Gonzalo Plata          | 44'   |       |
| Substituições: |    |                        |       |       |
| M              | 29 | Allan                  | 45+3' | 45+1' |
| A              | 27 | Bruno Henrique         |       | 57'   |
| Z              | 6  | Ayrton Lucas           |       | 81'   |
| M              | 18 | Nicolás de la Cruz     |       | 81'   |
| A              | 64 | Wallace Yan            |       | 81'   |
| Treinador:     |    |                        |       |       |
| Filipe Luís    |    |                        |       |       |

| G               | 1  | Manuel Neuer        |       |       |
| LD              | 27 | Konrad Laimer       | 90+1' | 90+3' |
| Z               | 2  | Dayot Upamecano     |       |       |
| Z               | 4  | Jonathan Tah        | 44'   |       |
| LE              | 44 | Josip Stanišić      |       |       |
| M               | 6  | Joshua Kimmich      | 65'   |       |
| M               | 8  | Leon Goretzka       |       | 58'   |
| M               | 17 | Michael Olise       |       |       |
| M               | 7  | Serge Gnabry        |       | 72'   |
| M               | 11 | Kingsley Coman      |       | 58'   |
| A               | 9  | Harry Kane          | 83'   | 90+3' |
| Substituições:  |    |                     |       |       |
| M               | 45 | Aleksandar Pavlović |       | 58'   |
| A               | 10 | Leroy Sané          |       | 58'   |
| M               | 42 | Jamal Musiala       | 87'   | 72'   |
| A               | 25 | Thomas Müller       |       | 90+3' |
| Z               | 23 | Sacha Boey          |       | 90+3' |
| Treinador:      |    |                     |       |       |
| Vincent Kompany |    |                     |       |       |

| Homem do Jogo: Harry Kane Assistentes: Stuart Burt James Mainwaring Quarto árbitro: Cristián Garay Árbitro assistente de vídeo: Carlos del Cerro Grande Árbitros assistentes de árbitro de vídeo: Rob Dieperink Shaun Evans |

### Internazionale vs. Fluminense
O confronto entre o primeiro colocado do grupo E e o segundo lugar do grupo F, Internazionale e Fluminense, respectivamente, ocorreu no dia 30 de junho de 2025, às 15h no horário local. A partida foi realizada no Bank of America Stadium, estádio da equipe de futebol americano Carolina Panthers, em Charlotte, na Carolina do Norte.
Para esse jogo, o técnico Renato Gaúcho adotou a mesma formação tática da Inter de Milão — um 3–5–2 —, com uma linha de três zagueiros e sem pontas no ataque. Logo nos primeiros minutos, Arias avançou pela direita e cruzou. A bola desviou em Bastoni e sobrou para Germán Cano, que marcou de cabeça o primeiro gol da partida. Esse foi o jogo de número 200 de Germán Cano pelo Fluminense. Pouco depois, o zagueiro Ignácio chegou a marcar o segundo gol, mas o lance foi anulado por impedimento. Antes do fim do primeiro tempo, houve uma breve confusão entre Renato Gaúcho e Mkhitaryan.
No segundo tempo, a Inter de Milão criou oportunidades para empatar. De Vrij  desperdiçou chance na pequena área, e Lautaro teve três finalizações em sequência, sendo uma delas na trave. Nos acréscimos, Samuel Xavier cobrou lateral, De Vrij afastou de cabeça e a bola sobrou para Hércules. O volante tricolor dominou, invadiu a área e finalizou de perna esquerda, garantido a classificação do Fluminense para as quartas de final.
| 30 de junho   | Internazionale | 0 – 2            | Fluminense               | Bank of America Stadium, Charlotte       |
| 15:00 (UTC−4) |                | Relatório (FIFA) | Cano 3' · Hércules 90+3' | Público: 20 030 Árbitro: SLV Iván Barton |

| Internazionale | Fluminense |

| G              | 1  | Yann Sommer         |     |     |
| Z              | 36 | Matteo Darmian      |     |     |
| Z              | 6  | Stefan de Vrij      |     |     |
| Z              | 95 | Alessandro Bastoni  | 38' | 71' |
| M              | 2  | Denzel Dumfries     |     | 53' |
| M              | 23 | Nicolò Barella      |     |     |
| M              | 21 | Kristjan Asllani    | 8'  | 53' |
| M              | 22 | Henrikh Mkhitaryan  |     | 53' |
| M              | 32 | Federico Dimarco    |     |     |
| A              | 10 | Lautaro Martínez    |     |     |
| A              | 9  | Marcus Thuram       |     | 66' |
| Substituições: |    |                     |     |     |
| M              | 8  | Petar Sučić         |     | 53' |
| M              | 45 | Valentín Carboni    |     | 53' |
| A              | 11 | Luis Henrique       |     | 53' |
| A              | 70 | Sebastiano Esposito |     | 66' |
| LE             | 30 | Carlos Augusto      |     | 71' |
| Treinador:     |    |                     |     |     |
| Cristian Chivu |    |                     |     |     |

| G              | 1             | Fábio          |       |     |
| Z              | 4             | Ignácio        |       |     |
| Z              | 3             | Thiago Silva   |       |     |
| Z              | 22            | Juan Freytes   | 26'   |     |
| M              | 2             | Samuel Xavier  |       |     |
| M              | 16            | Nonato         |       | 60' |
| M              | 5             | Facundo Bernal |       | 81' |
| M              | 8             | Martinelli     |       | 60' |
| M              | 6             | Renê           | 35'   |     |
| A              | 21            | Jhon Arias     |       |     |
| A              | 14            | Germán Cano    | 16'   | 66' |
| Substituições: |               |                |       |     |
| M              | 45            | Lima           |       | 60' |
| M              | 35            | Hércules       |       | 60' |
| A              | 9             | Everaldo       |       | 66' |
| Z              | 29            | Thiago Santos  | 85'   | 81' |
| Treinador:     |               |                |       |     |
| Renato Gaúcho  | Renato Gaúcho | Renato Gaúcho  | 45+4' |     |

| Homem do Jogo: Jhon Arias Assistentes: David Morán Henry Pupiro Quarto árbitro: Tori Penso Árbitro assistente de vídeo: Tatiana Guzmán Árbitros assistentes de árbitro de vídeo: Erick Miranda Mahmoud Ashour |

### Manchester City vs. Al-Hilal
O primeiro colocado do grupo G, Manchester City, enfrentou o segundo do grupo H, Al-Hilal, no dia 30 de junho de 2025, às 21h (horário local). A partida foi realizada no Camping World Stadium, em Orlando. O Al-Hilal foi a única equipe asiática a avançar para a fase de mata-mata.
Aos nove minutos de jogo, o lateral Aït-Nouri  avançou pela direita e cruzou; a bola rebateu em dois jogadores do Al-Hilal e sobrou para Bernardo Silva, que abriu o placar para o time inglês. No início do segundo tempo, Marcos Leonardo empatou para a equipe saudita. Poucos minutos depois, João Cancelo deu um passe de trivela para Malcom, que partiu desde a intermediária até a grande área rival e finalizou na saída do goleiro Ederson, colocando o time saudita na frente. Após a virada do Al-Hilal, o técnico Guardiola fez três substituições para o Manchester City — Matheus Nunes, Gvardiol e Gündoğan saíram para a entrada de Aké, Akanji e Rodri —, e o time empatou logo em seguida com um gol de Haaland. O árbitro Jesús Valenzuela chegou a marcar um pênalti para o Al-Hilal após Malcom ser derrubado, mas o atacante brasileiro estava impedido no início da jogada. Com o fim do tempo regulamentar, a partida foi para a prorrogação.
No primeiro tempo da prorrogação, o Al-Hilal voltou à frente do placar com Koulibaly, que marcou de cabeça após uma cobrança de escanteio de Rúben Neves. Guardiola então trocou Rodri por Phil Foden, que três minutos após entrar em campo, empatou o placar novamente. Aos 7 minutos do segundo tempo do prorrogação, Ederson defendeu uma cabeçada de Milinković-Savić, mas no rebote Marcos Leonardo marcou seu segundo gol na partida, colocando o Al‑Hilal novamente na frente, dessa vez de forma definitiva.
Após eliminar o Manchester City, os jogadores do Al-Hilal celebraram a vitória no vestiário com Fahad bin Nafel, presidente do clube, que anunciou uma premiação bônus de 2 milhões de riais sauditas para cada atleta. Essa foi a primeira vez que um time asiático derrotou um clube europeu em competições oficiais.
| 30 de junho   | Manchester City                     | 3 – 4 (pro)      | Al-Hilal                                               | Camping World Stadium, Orlando                |
| 21:00 (UTC−4) | Silva 9' · Haaland 55' · Foden 104' | Relatório (FIFA) | Marcos Leonardo 46', 112' · Malcom 52' · Koulibaly 94' | Público: 42 311 Árbitro: VEN Jesús Valenzuela |

| Manchester City | Al-Hilal |

| G              | 31 | Ederson           |        |      |      |
| LD             | 27 | Matheus Nunes     | 39'    | 53'  |      |
| Z              | 3  | Rúben Dias        |        |      |      |
| Z              | 24 | Joško Gvardiol    | 27'    | 53'  |      |
| LE             | 21 | Rayan Aït-Nouri   |        |      |      |
| M              | 19 | İlkay Gündoğan    |        | 53'  |      |
| M              | 20 | Bernardo Silva    |        |      |      |
| M              | 4  | Tijjani Reijnders |        | 91'  |      |
| A              | 26 | Savinho           |        |      |      |
| A              | 9  | Erling Haaland    |        | 91'  |      |
| A              | 11 | Jérémy Doku       |        |      |      |
| Substituições: |    |                   |        |      |      |
| M              | 16 | Rodri             |        | 53'  | 100' |
| Z              | 6  | Nathan Aké        |        | 53'  |      |
| Z              | 25 | Manuel Akanji     | 105+1' | 53'  |      |
| A              | 7  | Omar Marmoush     |        | 91'  |      |
| M              | 29 | Rayan Cherki      |        | 91'  |      |
| M              | 47 | Phil Foden        |        | 100' |      |
| Treinador:     |    |                   |        |      |      |
| Pep Guardiola  |    |                   |        |      |      |

| G              | 37 | Yassine Bounou          |      |      |
| LD             | 20 | João Cancelo            | 88'  |      |
| Z              | 3  | Kalidou Koulibaly       |      |      |
| Z              | 24 | Moteb Al-Harbi          |      | 88'  |
| LE             | 6  | Renan Lodi              |      |      |
| M              | 8  | Rúben Neves             |      |      |
| M              | 16 | Nasser Al-Dawsari       |      | 106' |
| M              | 28 | Mohamed Kanno           |      | 83'  |
| M              | 22 | Sergej Milinković-Savić |      |      |
| M              | 77 | Malcom                  |      | 64'  |
| A              | 11 | Marcos Leonardo         | 113' | 116' |
| Substituições: |    |                         |      |      |
| M              | 27 | Kaio César              |      | 64'  |
| M              | 78 | Ali Lajami              |      | 83'  |
| Z              | 5  | Ali Al-Bulaihi          |      | 88'  |
| Z              | 88 | Hamad Al-Yami           |      | 88'  |
| M              | 18 | Musab Al-Juwayr         |      | 106' |
| M              | 7  | Khalid Al-Ghannam       |      | 116' |
| Treinador:     |    |                         |      |      |
| Simone Inzaghi |    |                         |      |      |

| Homem do Jogo: Marcos Leonardo Assistentes: Jorge Urrego Tulio Moreno Quarto árbitro: Yael Falcón Pérez Árbitro assistente de vídeo: Juan Soto Árbitros assistentes de árbitro de vídeo: Hamza Al-Fariq Alejandro Hernández Hernández |

### Real Madrid vs. Juventus
No segundo confronto entre clubes europeus das oitavas de final, o Real Madrid, primeiro colocado do Grupo H, enfrentou a Juventus, segunda colocada do Grupo G. A partida foi realizada no Hard Rock Stadium, em Miami, em 1 de julho, às 15h (horário local).
As equipes, que haviam feito a final da Liga dos Campeões da UEFA de 2016–17, vinham de resultados distintos. O Real Madrid havia ganhado do Red Bull Salzburg de 3–0, enquanto a Juventus havia sido goleada pelo Manchester City por 5–2. A Juventus manteve o esquema tático de 3–4–3, utilizado em todos os jogos, mas fez seis alterações em relação ao último jogo. Já o time espanhol repetiu a escalação de sua última partida.
No primeiro tempo, o Real Madrid teve um pouco mais tempo de posse de bola e finalizou sete vezes, enquanto o time italiano finalizou quatro vezes. Kolo Muani teve a oportunidade de abrir o placar com um cavadinha, mas a bola foi para fora. Já na segunda etapa, o clube espanhol finalizou treze vezes, com o goleiro Di Gregorio realizando dez defesas, enquanto a Juventus finalizou apenas duas vezes. Antes dos primeiros dez minutos de segundo tempo, o Real Madrid fez o único gol da partida com Gonzalo García, que marcou de cabeça após um cruzamento de Alexander-Arnold. O atacante francês Kylian Mbappé, que estava no banco, estreou na competição ao entrar no lugar do autor de Gonzalo García. Mbappé havia sido desfalque na equipe devido a uma gastroenterite, que chegou a exigir sua internação hospitalar.
| 1 de julho    | Real Madrid   | 1 – 0            | Juventus | Hard Rock Stadium, Miami                      |
| 15:00 (UTC−4) | G. García 54' | Relatório (FIFA) |          | Público: 62 149 Árbitro: POL Szymon Marciniak |

| Real Madrid | Juventus |

| G              | 1  | Thibaut Courtois       |     |     |
| Z              | 22 | Antonio Rüdiger        |     |     |
| Z              | 14 | Aurélien Tchouaméni    |     |     |
| Z              | 24 | Dean Huijsen           |     |     |
| M              | 12 | Trent Alexander-Arnold |     |     |
| M              | 8  | Federico Valverde      |     | 90' |
| M              | 15 | Arda Güler             |     | 78' |
| M              | 20 | Fran García            |     |     |
| A              | 5  | Jude Bellingham        | 87' |     |
| A              | 30 | Gonzalo García         |     | 68' |
| A              | 7  | Vinícius Júnior        |     |     |
| Substituições: |    |                        |     |     |
| A              | 9  | Kylian Mbappé          |     | 68' |
| M              | 10 | Luka Modrić            |     | 78' |
| M              | 19 | Dani Ceballos          |     | 90' |
| Treinador:     |    |                        |     |     |
| Xabi Alonso    |    |                        |     |     |

| G             | 29 | Michele Di Gregorio |  |     |
| Z             | 15 | Pierre Kalulu       |  |     |
| Z             | 24 | Daniele Rugani      |  | 86' |
| Z             | 6  | Lloyd Kelly         |  | 59' |
| M             | 2  | Alberto Costa       |  |     |
| M             | 5  | Manuel Locatelli    |  | 86' |
| M             | 19 | Khéphren Thuram     |  |     |
| M             | 27 | Andrea Cambiaso     |  |     |
| A             | 7  | Francisco Conceição |  | 59' |
| A             | 20 | Randal Kolo Muani   |  |     |
| A             | 10 | Kenan Yıldız        |  | 71' |
| Substiuições: |    |                     |  |     |
| A             | 11 | Nicolás González    |  | 59' |
| M             | 18 | Filip Kostić        |  | 59' |
| M             | 8  | Teun Koopmeiners    |  | 71' |
| M             | 16 | Weston McKennie     |  | 86' |
| Z             | 4  | Federico Gatti      |  | 86' |
| Treinador:    |    |                     |  |     |
| Igor Tudor    |    |                     |  |     |

| Homem do Jogo: Federico Valverde Assistentes: Tomasz Listkiewicz Adam Kupsik Quarto árbitro: Espen Eskås Árbitro assistente de vídeo: Tomasz Kwiatkowski Árbitros assistentes de árbitro de vídeo: Ivan Bebek Khamis Al-Marri |

### Borussia Dortmund vs. Monterrey
Em partida realizada no Mercedes-Benz Stadium, em Atlanta, em 1 de julho de 2025, às 21h (horário local), o Borussia Dortmund enfrentou o Monterrey. A equipe alemã havia se classificado na primeira posição do grupo F, enquanto o time mexicano passou em segundo lugar no grupo E.
| 1 de julho    | Borussia Dortmund | 2 – 1            | Monterrey     | Mercedes-Benz Stadium, Atlanta             |
| 21:00 (UTC−4) | Guirassy 14', 24' | Relatório (FIFA) | Berterame 48' | Público: 31 442 Árbitro: ARG Facundo Tello |

| Borussia Dortmund | Monterrey |

| G              | 1  | Gregor Kobel    |       |     |
| Z              | 25 | Niklas Süle     |       |     |
| Z              | 3  | Waldemar Anton  |       |     |
| Z              | 5  | Ramy Bensebaini |       |     |
| M              | 26 | Julian Ryerson  |       |     |
| M              | 8  | Felix Nmecha    |       | 70' |
| M              | 13 | Pascal Groß     |       |     |
| M              | 24 | Daniel Svensson |       |     |
| A              | 77 | Jobe Bellingham | 28'   | 55' |
| A              | 9  | Serhou Guirassy | 90+3' |     |
| A              | 27 | Karim Adeyemi   |       | 70' |
| Substituições: |    |                 |       |     |
| M              | 20 | Marcel Sabitzer |       | 55' |
| A              | 10 | Julian Brandt   |       | 70' |
| Z              | 2  | Yan Couto       |       | 70' |
| Treinador:     |    |                 |       |     |
| Niko Kovač     |    |                 |       |     |

| G               | 1  | Esteban Andrada     |  |     |
| Z               | 33 | Stefan Medina       |  |     |
| Z               | 93 | Sergio Ramos        |  |     |
| Z               | 30 | Jorge Rodríguez     |  |     |
| M               | 3  | Gerardo Arteaga     |  |     |
| M               | 8  | Óliver Torres       |  | 90' |
| M               | 6  | Nelson Deossa       |  |     |
| M               | 10 | Sergio Canales      |  | 90' |
| M               | 14 | Érick Aguirre       |  |     |
| A               | 17 | Jesús Manuel Corona |  | 83' |
| A               | 7  | Germán Berterame    |  | 83' |
| Substiuições:   |    |                     |  |     |
| M               | 29 | Lucas Ocampos       |  | 83' |
| A               | 31 | Roberto de la Rosa  |  | 83' |
| M               | 5  | Fidel Ambríz        |  | 83' |
| A               | 11 | Alfonso Alvarado    |  | 90' |
| Treinador:      |    |                     |  |     |
| Domènec Torrent |    |                     |  |     |

| Homem do Jogo: Serhou Guirassy Assistentes: Juan Pablo Belatti Gabriel Chade Quarto árbitro: Juan Gabriel Benítez Árbitro assistente de vídeo: Juan Lara Árbitros assistentes de árbitro de vídeo: Hernán Mastrángelo Armando Villarreal |

## Quartas de final

### Fluminense vs. Al-Hilal
| 4 de julho    | Fluminense                    | 2 – 1            | Al-Hilal            | Camping World Stadium, Orlando              |
| 15:00 (UTC−4) | Martinelli 40' · Hércules 70' | Relatório (FIFA) | Marcos Leonardo 51' | Público: 43 091 Árbitro: NED Danny Makkelie |

| Fluminense | Al-Hilal |

| G              | 1  | Fábio              |     |     |
| Z              | 4  | Ignácio            |     |     |
| Z              | 3  | Thiago Silva       | 64' |     |
| Z              | 22 | Juan Pablo Freytes | 36' |     |
| M              | 2  | Samuel Xavier      |     | 83' |
| M              | 8  | Martinelli         | 43' | 46' |
| M              | 5  | Facundo Bernal     |     | 88' |
| M              | 16 | Nonato             |     | 68' |
| M              | 12 | Gabriel Fuentes    |     |     |
| A              | 21 | Jhon Arias         |     |     |
| A              | 14 | Germán Cano        |     | 68' |
| Substituições: |    |                    |     |     |
| M              | 35 | Hércules           |     | 46' |
| M              | 45 | Lima               |     | 68' |
| A              | 9  | Everaldo           |     | 68' |
| LD             | 23 | Guga               |     | 83' |
| Z              | 29 | Thiago Santos      |     | 88' |
| Treinador:     |    |                    |     |     |
| Renato Gaúcho  |    |                    |     |     |

| G              | 37             | Yassine Bounou          |       |       |
| Z              | 3              | Kalidou Koulibaly       | 90+7' |       |
| Z              | 8              | Rúben Neves             | 90'   |       |
| Z              | 6              | Renan Lodi              | 21'   |       |
| M              | 20             | João Cancelo            |       | 90+3' |
| M              | 22             | Sergej Milinković-Savić | 10'   |       |
| M              | 28             | Mohamed Kanno           |       | 75'   |
| M              | 16             | Nasser Al-Dawsari       |       | 83'   |
| M              | 24             | Moteb Al-Harbi          |       | 83'   |
| A              | 77             | Malcom                  |       | 90+3' |
| A              | 11             | Marcos Leonardo         |       |       |
| Substituições: |                |                         |       |       |
| A              | 10             | Abderrazak Hamdallah    |       | 75'   |
| M              | 27             | Kaio César              |       | 83'   |
| Z              | 5              | Ali Al-Bulaihi          |       | 83'   |
| Z              | 88             | Hamad Al-Yami           |       | 90+3' |
| M              | 18             | Musab Al-Juwayr         |       | 90+3' |
| Treinador:     |                |                         |       |       |
| Simone Inzaghi | Simone Inzaghi | Simone Inzaghi          | 90'   |       |

| Homem do Jogo: Hércules Assistentes: Hessel Steegstra Jan de Vries Quarto árbitro: Saíd Martínez Árbitro assistente de vídeo: Rob Dieperink Árbitros assistentes de árbitro de vídeo: Jérôme Brisard Carlos del Cerro Grande |

### Palmeiras vs. Chelsea
| 4 de julho    | Palmeiras   | 1 – 2            | Chelsea                          | Lincoln Financial Field, Filadélfia          |
| 21:00 (UTC−4) | Estêvão 53' | Relatório (FIFA) | Palmer 16' · Weverton 83' (g.c.) | Público: 65 782 Árbitro: AUS Alireza Faghani |

| Palmeiras | Chelsea |

| G              | 21 | Weverton          |     |     |
| LD             | 40 | Allan             |     | 66' |
| Z              | 4  | Agustín Giay      |     |     |
| Z              | 3  | Bruno Fuchs       |     |     |
| Z              | 13 | Micael            |     |     |
| LE             | 6  | Vanderlan         |     |     |
| M              | 8  | Richard Ríos      | 78' | 85' |
| M              | 32 | Emiliano Martínez |     | 76' |
| M              | 17 | Facundo Torres    |     | 66' |
| A              | 41 | Estêvão           |     |     |
| A              | 9  | Vitor Roque       |     | 76' |
| Substituições: |    |                   |     |     |
| M              | 18 | Maurício          |     | 66' |
| A              | 10 | Paulinho          |     | 66' |
| M              | 5  | Aníbal Moreno     |     | 76' |
| A              | 42 | Flaco López       |     | 76' |
| M              | 23 | Raphael Veiga     |     | 85' |
| Treinador:     |    |                   |     |     |
| Abel Ferreira  |    |                   |     |     |

| G              | 1  | Robert Sánchez        |       |       |
| LD             | 27 | Malo Gusto            | 41'   |       |
| Z              | 23 | Trevoh Chalobah       |       |       |
| Z              | 6  | Levi Colwill          | 86'   |       |
| LE             | 3  | Marc Cucurella        |       |       |
| M              | 17 | Andrey Santos         |       | 90+1' |
| M              | 10 | Cole Palmer           |       |       |
| M              | 8  | Enzo Fernández        |       |       |
| A              | 7  | Pedro Neto            |       | 87'   |
| A              | 9  | Liam Delap            | 45+2' | 54'   |
| A              | 18 | Christopher Nkunku    |       | 54'   |
| Substituições: |    |                       |       |       |
| A              | 11 | Noni Madueke          |       | 54'   |
| A              | 20 | João Pedro            |       | 54'   |
| M              | 22 | Kiernan Dewsbury-Hall |       | 87'   |
| M              | 14 | Dário Essugo          |       | 90+1' |
| Treinador:     |    |                       |       |       |
| Enzo Maresca   |    |                       |       |       |

| Homem do Jogo: Estêvão Assistentes: Anton Shchetinin Ashley Beecham Quarto árbitro: Ilgiz Tantashev Árbitro assistente de vídeo: Khamis Al-Marri Árbitros assistentes de árbitro de vídeo: Shaun Evans Bastian Dankert |

### Paris Saint-Germain vs. Bayern de Munique
| 5 de julho    | Paris Saint-Germain      | 2 – 0            | Bayern de Munique | Mercedes-Benz Stadium, Atlanta              |
| 12:00 (UTC−4) | Doué 78' · Dembélé 90+6' | Relatório (FIFA) |                   | Público: 66 937 Árbitro: ENG Anthony Taylor |

| Paris Saint-Germain | Bayern de Munique |

| G              | 1  | Gianluigi Donnarumma  |       |     |
| LD             | 2  | Achraf Hakimi         |       |     |
| Z              | 5  | Marquinhos            |       |     |
| Z              | 51 | Willian Pacho         | 82'   |     |
| LE             | 25 | Nuno Mendes           |       |     |
| M              | 17 | Vitinha               |       |     |
| M              | 87 | João Neves            |       |     |
| M              | 8  | Fabián Ruiz           |       | 79' |
| A              | 14 | Désiré Doué           | 76'   | 79' |
| A              | 29 | Bradley Barcola       |       | 70' |
| A              | 7  | Khvicha Kvaratskhelia |       | 84' |
| Substituições: |    |                       |       |     |
| A              | 10 | Ousmane Dembélé       |       | 70' |
| Z              | 21 | Lucas Hernández       | 90+2' | 79' |
| M              | 33 | Warren Zaïre-Emery    |       | 79' |
| Z              | 4  | Lucas Beraldo         |       | 84' |
| Treinador:     |    |                       |       |     |
| Luis Enrique   |    |                       |       |     |

| G               | 1               | Manuel Neuer        |     |         |
| LD              | 27              | Konrad Laimer       | 68' |         |
| Z               | 2               | Dayot Upamecano     |     |         |
| Z               | 4               | Jonathan Tah        |     |         |
| LE              | 44              | Josip Stanišić      |     | 34'     |
| M               | 6               | Joshua Kimmich      |     |         |
| M               | 45              | Aleksandar Pavlović |     | 80'     |
| M               | 17              | Michael Olise       |     |         |
| M               | 42              | Jamal Musiala       |     | 46'     |
| M               | 11              | Kingsley Coman      |     | 80'     |
| A               | 9               | Harry Kane          |     |         |
| Substituições:  |                 |                     |     |         |
| Z               | 23              | Sacha Boey          |     | 34' 87' |
| A               | 7               | Serge Gnabry        |     | 46'     |
| A               | 25              | Thomas Müller       |     | 80'     |
| M               | 8               | Leon Goretzka       |     | 80'     |
| Z               | 22              | Raphaël Guerreiro   |     | 87'     |
| Treinador:      |                 |                     |     |         |
| Vincent Kompany | Vincent Kompany | Vincent Kompany     | 76' |         |

| Homem do Jogo: Désiré Doué Assistentes: Gary Beswick Adam Nunn Quarto árbitro: Glenn Nyberg Árbitro assistente de vídeo: Ivan Bebek Árbitros assistentes de árbitro de vídeo: Marco Di Bello Tatiana Guzmán |

### Real Madrid vs. Borussia Dortmund
| 5 de julho    | Real Madrid                                  | 3 – 2            | Borussia Dortmund                  | MetLife Stadium, East Rutherford               |
| 16:00 (UTC−4) | G. García 10' · F. García 20' · Mbappé 90+4' | Relatório (FIFA) | Beier 90+3' · Guirassy 90+8' (pen) | Público: 76 611 Árbitro: BRA Ramon Abatti Abel |

| Real Madrid | Borussia Dortmund |

| G              | 1  | Thibaut Courtois       |       |     |
| LD             | 12 | Trent Alexander-Arnold |       | 67' |
| Z              | 22 | Antonio Rüdiger        |       |     |
| Z              | 24 | Dean Huijsen           | 90+5' |     |
| LE             | 20 | Fran García            |       |     |
| M              | 14 | Aurélien Tchouaméni    |       | 85' |
| M              | 8  | Federico Valverde      |       |     |
| M              | 15 | Arda Güler             |       |     |
| M              | 5  | Jude Bellingham        |       | 67' |
| M              | 7  | Vinícius Júnior        |       | 67' |
| A              | 30 | Gonzalo García         |       | 86' |
| Substituições: |    |                        |       |     |
| M              | 10 | Luka Modrić            |       | 67' |
| A              | 9  | Kylian Mbappé          | 90+8' | 67' |
| M              | 19 | Dani Ceballos          |       | 67' |
| Z              | 35 | Raúl Asencio           |       | 85' |
| A              | 11 | Rodrygo                |       | 86' |
| Treinador:     |    |                        |       |     |
| Xabi Alonso    |    |                        |       |     |

| G              | 1  | Gregor Kobel       |     |     |     |
| Z              | 25 | Niklas Süle        |     | 46' |     |
| Z              | 3  | Waldemar Anton     |     |     |     |
| Z              | 5  | Ramy Bensebaini    |     |     |     |
| M              | 26 | Julian Ryerson     |     |     |     |
| M              | 20 | Marcel Sabitzer    |     |     |     |
| M              | 13 | Pascal Groß        | 37' | 46' |     |
| M              | 24 | Daniel Svensson    |     |     |     |
| A              | 10 | Julian Brandt      |     | 63' |     |
| A              | 9  | Serhou Guirassy    |     |     |     |
| A              | 27 | Karim Adeyemi      |     | 46' |     |
| Substituições: |    |                    |     |     |     |
| M              | 14 | Maximilian Beier   |     | 46' |     |
| Z              | 2  | Yan Couto          | 63' | 46' |     |
| M              | 8  | Felix Nmecha       |     | 46' |     |
| M              | 16 | Julien Duranville  |     | 63' | 81' |
| M              | 17 | Carney Chukwuemeka |     | 81' |     |
| Treinador:     |    |                    |     |     |     |
| Niko Kovač     |    |                    |     |     |     |

| Homem do Jogo: Fran García Assistentes: Danilo Manis Rafael Alves Quarto árbitro: Cristián Garay Árbitro assistente de vídeo: Nicolás Gallo Árbitros assistentes de árbitro de vídeo: Guillermo Pacheco Juan Lara |

## Semifinais

### Fluminense vs. Chelsea
| 8 de julho    | Fluminense | 0 – 2            | Chelsea             | MetLife Stadium, East Rutherford               |
| 15:00 (UTC−4) |            | Relatório (FIFA) | João Pedro 18', 56' | Público: 70 556 Árbitro: FRA François Letexier |

| Fluminense | Chelsea |

| G              | 1  | Fábio                  |     |     |
| Z              | 4  | Ignácio                |     |     |
| Z              | 3  | Thiago Silva           |     |     |
| Z              | 29 | Thiago Santos          |     | 54' |
| M              | 23 | Guga                   |     |     |
| M              | 35 | Hércules               |     |     |
| M              | 5  | Facundo Bernal         |     | 69' |
| M              | 16 | Gustavo Nonato         | 59' | 69' |
| M              | 6  | Renê Rodrigues Martins |     |     |
| A              | 21 | Jhon Arias             |     | 66' |
| A              | 14 | Germán Cano            |     | 54' |
| Substituições: |    |                        |     |     |
| A              | 9  | Everaldo               |     | 54' |
| A              | 11 | Keno                   |     | 54' |
| A              | 7  | Yeferson Soteldo       | 72' | 66' |
| M              | 45 | Lima                   |     | 69' |
| A              | 17 | Agustín Canobbio       |     | 69' |
| Treinador:     |    |                        |     |     |
| Renato Gaúcho  |    |                        |     |     |

| G              | 1  | Robert Sánchez        | 73' |     |
| LD             | 27 | Malo Gusto            |     | 68' |
| Z              | 23 | Trevoh Chalobah       |     |     |
| Z              | 4  | Tosin Adarabioyo      |     |     |
| LD             | 3  | Marc Cucurella        |     |     |
| M              | 25 | Moisés Caicedo        |     |     |
| M              | 10 | Cole Palmer           |     |     |
| M              | 8  | Enzo Fernández        |     | 86' |
| A              | 18 | Christopher Nkunku    |     | 86' |
| A              | 20 | João Pedro            |     | 60' |
| A              | 7  | Pedro Neto            |     | 68' |
| Substituições: |    |                       |     |     |
| A              | 15 | Nicolas Jackson       |     | 60' |
| A              | 11 | Noni Madueke          |     | 68' |
| Z              | 24 | Reece James           |     | 68' |
| M              | 22 | Kiernan Dewsbury-Hall |     | 86' |
| M              | 17 | Andrey Santos         |     | 86' |
| Treinador:     |    |                       |     |     |
| Enzo Maresca   |    |                       |     |     |

| Homem do Jogo: João Pedro Assistentes: Cyril Mugnier Mehdi Rahmouni Quarto árbitro: Iván Barton Árbitro assistente de vídeo: Nicolás Gallo Árbitros assistentes de árbitro de vídeo: Jérôme Brisard Carlos del Cerro Grande |

### Paris Saint-Germain vs. Real Madrid
| 9 de julho    | Paris Saint-Germain                                  | 4 – 0            | Real Madrid | MetLife Stadium, East Rutherford              |
| 15:00 (UTC−4) | Fabián Ruiz 6', 24' · Dembélé 9' · Gonçalo Ramos 87' | Relatório (FIFA) |             | Público: 77 542 Árbitro: POL Szymon Marciniak |

| Assistentes: Tomasz Listkiewicz Adam Kupsik Quarto árbitro: Mustapha Ghorbal Árbitro assistente de vídeo: Tomasz Kwiatkowski Árbitros assistentes de árbitro de vídeo: Rob Dieperink Guillermo Pacheco |

## Final
A final da Copa do Mundo de Clubes da FIFA de 2025 foi a partida decisiva do Mundial de Clubes FIFA de 2025, a 1ª edição da principal competição para equipes masculinas de futebol organizadas pela FIFA. A partida foi disputada no MetLife Stadium, no Meadowlands Sports Complex, em East Rutherford, Nova Jérsia, próximo à cidade de Nova Iorque, em 13 de julho de 2025. Foi disputada entre o clube inglês Chelsea e o clube francês Paris Saint-Germain.
O Chelsea venceu a partida por 3–0, conquistando o primeiro título do Mundial de Clubes FIFA.

## Sede
Em 28 de setembro de 2024, a FIFA anunciou a seleção de 12 locais para o torneio e a sede da final: MetLife Stadium em East Rutherford.
| Nova Iorque/Nova Jérsei           |
| --------------------------------- |
| MetLife Stadium (East Rutherford) |
| Capacidade: 82 500                |
|                                   |

## Entretenimento
Em 9 de junho de 2025, a FIFA e a Global Citizen anunciaram as atrações principais do show do intervalo, que incluem J Balvin, Doja Cat, Tems, Coldplay e Emmanuel Kelly (adicionado posteriormente em 12 de julho), como prelúdio para o show do intervalo da final da Copa do Mundo FIFA de 2026. Além disso, Robbie Williams e Laura Pausini fizeram uma apresentação antes do jogo no estádio.

## Caminho até a final
Nota: Em todos os resultados abaixo, os gols dos finalistas é dado primeiro (C: casa; F: fora).
| Pos | Equipe             | Pts | J | V | E | D | GP | GC | SG | Classificação ou descenso |
| --- | ------------------ | --- | - | - | - | - | -- | -- | -- | ------------------------- |
| 1   | Flamengo           | 7   | 3 | 2 | 1 | 0 | 6  | 2  | +4 | Oitavas de final          |
| 2   | Chelsea            | 6   | 3 | 2 | 0 | 1 | 6  | 3  | +3 | Oitavas de final          |
| 3   | Espérance de Tunis | 3   | 3 | 1 | 0 | 2 | 1  | 5  | −4 |                           |
| 4   | Los Angeles FC     | 1   | 3 | 0 | 1 | 2 | 1  | 4  | −3 |                           |

| Pos | Equipe              | Pts | J | V | E | D | GP | GC | SG | Classificação ou descenso |
| --- | ------------------- | --- | - | - | - | - | -- | -- | -- | ------------------------- |
| 1   | Paris Saint-Germain | 6   | 3 | 2 | 0 | 1 | 6  | 1  | +5 | Oitavas de final          |
| 2   | Botafogo            | 6   | 3 | 2 | 0 | 1 | 3  | 2  | +1 | Oitavas de final          |
| 3   | Atlético de Madrid  | 6   | 3 | 2 | 0 | 1 | 4  | 5  | −1 |                           |
| 4   | Seattle Sounders    | 0   | 3 | 0 | 0 | 3 | 2  | 7  | −5 |                           |

## Partida
| 13 de julho   | Chelsea                               | 3 – 0            | Paris Saint-Germain | MetLife Stadium, East Rutherford             |
| 15:00 (UTC−4) | Cole Palmer 22', 30' · João Pedro 43' | Relatório (FIFA) |                     | Público: 81 118 Árbitro: AUS Alireza Faghani |

| Chelsea | Paris Saint-Germain |

| GK           | 1  | Robert Sánchez        |
| RB           | 27 | Malo Gusto            |
| CB           | 23 | Trevoh Chalobah       |
| CB           | 6  | Levi Colwill          |
| LB           | 3  | Marc Cucurella        |
| CM           | 24 | Reece James           |
| CM           | 25 | Moisés Caicedo        |
| RW           | 10 | Cole Palmer           |
| AM           | 8  | Enzo Fernández        |
| LW           | 7  | Pedro Neto            |
| CF           | 20 | João Pedro            |
| Reservas:    |    |                       |
| GK           | 12 | Filip Jörgensen       |
| GK           | 39 | Mike Penders          |
| GK           | 44 | Gabriel Slonina       |
| DF           | 4  | Tosin Adarabioyo      |
| DF           | 19 | Mamadou Sarr          |
| DF           | 30 | Aarón Anselmino       |
| DF           | 34 | Josh Acheampong       |
| MF           | 17 | Andrey Santos         |
| MF           | 22 | Kiernan Dewsbury-Hall |
| MF           | 45 | Roméo Lavia           |
| FW           | 9  | Liam Delap            |
| FW           | 15 | Nicolas Jackson       |
| FW           | 18 | Christopher Nkunku    |
| FW           | 32 | Tyrique George        |
| FW           | 38 | Marc Guiu             |
| Treinador:   |    |                       |
| Enzo Maresca |    |                       |

| GK           | 1  | Gianluigi Donnarumma  |
| RB           | 2  | Achraf Hakimi         |
| CB           | 5  | Marquinhos            |
| CB           | 4  | Lucas Beraldo         |
| LB           | 25 | Nuno Mendes           |
| DM           | 17 | Vitinha               |
| CM           | 87 | João Neves            |
| CM           | 8  | Fabián Ruiz           |
| RF           | 14 | Désiré Doué           |
| CF           | 10 | Ousmane Dembélé       |
| LF           | 7  | Khvicha Kvaratskhelia |
| Reservas:    |    |                       |
| GK           | 39 | Matvey Safonov        |
| GK           | 80 | Arnau Tenas           |
| DF           | 3  | Presnel Kimpembe      |
| DF           | 43 | Noham Kamara          |
| MF           | 19 | Lee Kang-in           |
| MF           | 20 | Gabriel Moscardo      |
| MF           | 24 | Senny Mayulu          |
| MF           | 33 | Warren Zaïre-Emery    |
| FW           | 9  | Gonçalo Ramos         |
| FW           | 29 | Bradley Barcola       |
| FW           | 49 | Ibrahim Mbaye         |
| Treinador:   |    |                       |
| Luis Enrique |    |                       |

| Árbitros assistentes: Anton Shchetinin Ashley Beecham Quarto árbitro: Facundo Tello Árbitro assistente reserva: Gabriel Chade Árbitro assistente de vídeo: Bastian Dankert Árbitro assistente de vídeo: Tatiana Guzmán Ivan Bebek |